# Silverton (British Columbia)
Silverton ist eine kleine Gemeinde, ein Dorf, im Süden der kanadischen Provinz British Columbia. Die Gemeinde liegt im Slocan Valley, im südwestlichen Zentrum der Provinz und gehört zum Regional District of Central Kootenay.

## Lage
Die Gemeinde liegt am Ostufer des Slocan Lake im Bereich der Selkirk Mountains. Die Gemeinde liegt zwischen New Denver und Slocan, etwa 155 Kilometer südlich von Revelstoke und etwa 95 Kilometer nördlich von Castlegar bzw. von Nelson. Westlich der Gemeinde, am anderen Ufer des Sees, liegt der Valhalla Provincial Park.

## Geschichte
Das Gebiet, in dem das Dorf liegt, ist traditionelles Siedlungs- und Jagdgebiet der First Nations, hier hauptsächlich der Secwepemc und der Ktunaxa.
Die heutige Gemeinde entstand Ende des 19. Jahrhunderts als Siedlung von Goldgräbern und Minenarbeitern und erhielt am 1. Juni 1894 ein „Post Office“.
Die Zuerkennung der kommunalen Selbstverwaltung für das Dorf erfolgte am 6. April 1926 (incorporated als „Town“). In der Folgezeit änderte sich der Status der Gemeinde wiederholt (1930 in „Village Municipality“ und 1955 in „Village“).

## Demographie
Die Volkszählung im Jahr 2016, der Census 2016, ergab für die Gemeinde eine Bevölkerungszahl von 195 Einwohnern, nachdem bereits der Zensus im Jahr 2011 für die Gemeinde eine Bevölkerungszahl von 195 Einwohnern ergab. Die Bevölkerung blieb dabei im Vergleich zum letzten Zensus im Jahr 2011, entgegen der Entwicklung in der Provinz mit einer Bevölkerungszunahme um 5,6 %, unverändert. Im Zensuszeitraum 2006 bis 2011 hatte die Einwohnerzahl in der Gemeinde noch leicht schwächer als die Entwicklung in der Provinz um 5,4 % zugenommen, während sie im Provinzdurchschnitt um 7,0 % zunahm.
Beim Zensus 2016 wurde für die Gemeinde ein Medianalter von 60,1 Jahren ermittelt. Das Medianalter der Provinz lag 2016 nur bei 43,0 Jahren. Das Durchschnittsalter lag bei 55,9 Jahren bzw. bei nur 42,3 Jahren in der Provinz. Beim Zensus 2011 wurde für die Gemeinde noch ein Medianalter von 55,0 Jahren ermittelt. Das Medianalter der Provinz lag 2011 bei 44,0 Jahren.

## Verkehr
Schwerpunkt der Verkehrsanbindung ist der Straßenverkehr. Der Highway  durchquert die Gemeinde in Nord-Süd-Richtung. Eine Anbindung an den Luftverkehr erfolgt über den bei Castlegar gelegenen West Kootenay Regional Airport.